# Huldah Bancroft
Pour les articles homonymes, voir Bancroft.
Huldah Bancroft (morte le 25 septembre 1966) est une biostatisticienne américaine de l'université Tulane, connue pour son manuel de biostatistique et pour ses recherches sur les maladies infectieuses tropicales, notamment la fièvre typhoïde et la lèpre.

## Formation et carrière
Bancroft est diplômée de l'université du Michigan en 1915 ; elle a obtenu une maîtrise à l'université Columbia et, en 1944, un doctorat de l'université Case Western Reserve, où elle travaillait comme professeure adjointe de biométrie. En 1947, elle a déménagé de Case à l'université Tulane, où elle a été nommée professeure agrégée dans le nouveau département des maladies tropicales et de la santé publique. En 1961, elle a pris sa retraite.

## Livre
Elle a publié son livre Introduction to Biostatistics chez Harper & Row en 1957. Une deuxième édition, révisée par Johannes Ipsen et Polly Feigl, a été publiée sous le nom de Bancroft's Introduction to Biostatistics en 1971.